# Pleurotus lindquistii
Pleurotus lindquistii är en svampart som beskrevs av Singer 1960. Pleurotus lindquistii ingår i släktet Pleurotus och familjen musslingar.   Inga underarter finns listade i Catalogue of Life.